# Eusirus leptocarpus
Eusirus leptocarpus är en kräftdjursart som beskrevs av Sars 1895. Eusirus leptocarpus ingår i släktet Eusirus och familjen Eusiridae. Arten är reproducerande i Sverige. Inga underarter finns listade i Catalogue of Life.